# Svarttjärnen (Indals socken, Medelpad, 694638-156282)
Svarttjärnen är en sjö i Sundsvalls kommun i Medelpad och ingår i Indalsälvens huvudavrinningsområde.